# Merionoeda apicifusca
Merionoeda apicifusca är en skalbaggsart som beskrevs av Holzschuh 1991. Merionoeda apicifusca ingår i släktet Merionoeda och familjen långhorningar. Inga underarter finns listade i Catalogue of Life.